# Římskokatolická farnost Prášily
Římskokatolická farnost Prášily je zaniklým územním společenstvím římských katolíků v rámci sušicko-nepomuckého vikariátu českobudějovické diecéze.

## O farnosti

### Historie
Roku 1786 byla v Prášilech zřízena lokálie. Roku 1803 byl na místě původní mešní kaple postaven kostel sv. Prokopa. Roku 1856 byla lokálie povýšena na samostatnou farnost. Po roce 1948 byla ves Prášily zahrnuta do vojenského újezdu a kostel byl zbořen.

### Současnost
Farnost byla ke dni 31. 12. 2019 zrušena. Jejím právním nástupcem je Římskokatolická farnost Hartmanice. Na odhalených základech kostela bývá jednou ročně slavena poutní mše svatá.
| Kostel             | Místo   | Bohoslužba    | Bohoslužba    | Poznámka             |
| ------------------ | ------- | ------------- | ------------- | -------------------- |
| Kostel sv. Prokopa | Prášily | nelze sloužit | nelze sloužit | zbořený farní kostel |